# Grażyna Andrzejewska-Sroczyńska
Grażyna Weronika Andrzejewska-Sroczyńska (ur. 9 lipca 1946) – polska lekarz, działaczka społeczna i urzędniczka państwowa, w latach 1992–1995 sekretarz stanu w Ministerstwie Pracy i Polityki Socjalnej oraz pełnomocnik rządu ds. osób niepełnosprawnych.

## Życiorys
Pochodzi z Gorzowa Wielkopolskiego, z zawodu jest lekarzem reumatologiem. Należała do Zjednoczenia Chrześcijańsko-Narodowego, tworzyła jego gorzowskie struktury. Od 15 października 1992 do 20 marca 1995 była sekretarzem stanu w Ministerstwie Pracy i Polityki Socjalnej oraz pełnomocnikiem rządu ds. osób niepełnosprawnych. Pełni funkcję prezes Zakładów Elektromechanicznych „Elektra” Spółdzielnia Inwalidów. Została też szefową rady nadzorczej Centrum Kompleksowej Rehabilitacji w Konstancinie-Jeziornie oraz dyrektor Fundacji Ochrony Zdrowia Inwalidów, a w okresie rządów Kazimierza Marcinkiewicza krótko zasiadała w radzie nadzorczej Kompanii Węglowej.
Odznaczona Krzyżem Kawalerskim (2004) i Oficerskim (2019) Orderu Odrodzenia Polski za działalność na rzecz osób niepełnosprawnych.